# Собор Кольских святых
Собо́р Ко́льских святы́х — соборный праздник Русской православной церкви в честь святых, связанных с исторической территорией Кольского уезда (не совпадает с современной территорией Кольского района).
Установлен с 2003 года по благословению патриарха Алексия II в день памяти преподобного Трифона Печенгского, 28 декабря (15 декабря по Юлианскому календарю).
В список кольских святых входят:
- преподобный Трифон Печенгский (XVI век);
- преподобный Феодорит Кольский (XVI век);
- преподобный Варлаам Керетский (XVI век);
- священномученик Иона Печенгский (XVI век);
- преподобномученик Герман Печенгский (XVI век);
- братия Трифонова Печенгского монастыря, убиенная в 1589 год]у:

священномученик Гурий Печенгский;
священномученик Пахомий Печенгский;
священномученик Иосиф Печенгский;
преподобномученики Феодосий, Макарий, Геннадий, Онуфрий, Филофей, Онисим, Иов, Сампсон, Серапион, Георгий, Иустин, Савва, Спиридон, Савватий, Кирилл, Симеон, Александр, Каллистрат, Феофил, Амвросий, Герман, Даниил, Феогност, Моисей, Феодорит, Валериан, Герасим, Авраамий, Дорофей, Лонгин Ефрем, Феодосии, Паисий, Григорий, Филимон;
мученики (убиенные трудники, вкладчики и паломники монастыря) Никифор, Евсей, Прохор, Савва, Антоний, Иоаким, Конон, Евсевий, Иоанн. Орест, Иоанн, Артемий, Евграф, Феодор, Никита, Никита, Никита, Игнатий, Феодор, Димитрий, Родион, Гавриил, Константин, Константин, Иоанн, Лука, Леонтий, Феодот, Фома, Гавриил, Дементий, Артемий, Стефан, Андрей, Парфений, Никифор, Анания, Стефан, Емилиан, Филипп, Корнилий, Иоанн, Иоанн, Даниил, Стефан, Фока, Никита, Архипп, Гавриил, Иоанн, Акилина и Евфимия и иные — всего 116 мучеников Печенгских;
- преподобные Астерий (Аксий) (XV век), Авксентий (XVI век) и Тарасий Кашкаранские (XVII век);
- священномученик Моисей (Кожин) (XX век, новомученик), преподобномученик Феодор (Абросимов) (XX век, новомученик).